# Estación Tte. Cnel. Fray Luis Beltrán
Tte. Cnel. Fray Luis Beltrán es una estación de ferrocarril ubicada en la ciudad de Fray Luis Beltrán, provincia de Santa Fe, Argentina.

## Servicios
No presta servicios de pasajeros, sólo de cargas. Sus vías corresponden al Ramal F1 del Ferrocarril General Belgrano. Sus vías e instalaciones están concesionadas a la empresa Trenes Argentinos Cargas.
Hasta inicios de la década de 1980, prestaba servicios de pasajeros de media distancia entre la estación Santa Fe hasta la estación Rosario Oeste, Coronda y Capitán Bermúdez.
Se encuentra precedida por el Estación Pino de San Lorenzo y le sigue la Estación Capitán Bermúdez.